# تاویستوک، دوون
latitudeتاویستوک، دوونlongitudeتاویستوک، دوون
تاویستوک، دوون (به انگلیسی: Tavistock, Devon) یک منطقهٔ مسکونی در انگلستان است که در جنوب غربی انگلستان واقع شده‌است.

## خصوصیات
تاویستوک ۱۱٬۰۱۸ نفر جمعیت دارد.